# Benítez quiere ser torero
Benítez quiere ser torero és un curtmetratge espanyol mut de 1910, dirigit per Ángel García Cardona, qui ja tracta el tema de la tauromàquia en obres anteriors, tant documentals com de ficció, encara que amb Benítez quiere ser torero en fa una paròdia burlesca.

## Argument
Benítez és un personatge de caràcter infantil que somia a ser torero. No adquireix un comportament adult i va jugant a ser torero amb tothom. Una colla de companys li preparen una malifeta disfressant-se de bou i quan ha d'enfrontar-se amb el bou, Benítez ix fugint. La policia acaba enduent-se'l a la comissaria per escàndol públic, on la seua dona acudeix a renyir-li i fa que Benítez es talle la coleta. La pel·lícula acaba amb un pla emblemàtic del cinema mut, on el protagonista mira a la càmera com si mirara als espectadors creant complicitat a la pantalla.